# 索哈圖鄉
44°19′N 26°30′E / 44.317°N 26.500°E
索哈圖鄉（羅馬尼亞語：Comuna Sohatu, Călărași），是羅馬尼亞的鄉份，位於該國南部，由克勒拉希縣負責管轄，面積84平方公里，海拔高度53米，2007年人口3,211，人口密度每平方公里38人。